# Interwencja francuska w Hiszpanii w 1823

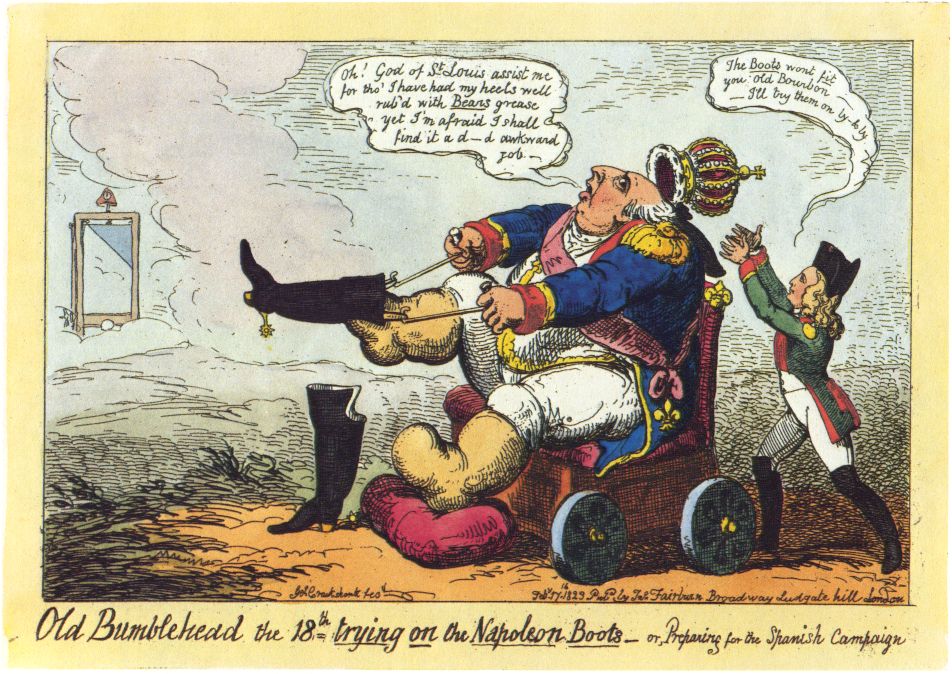
"Stary trzmiel XVIII (Ludwik XVIII) przymierza buty Napoleona, czyli przygotowuje się do kampanii hiszpańskiej". Karykatura autorstwa George'a Cruikshanka.

Interwencja francuska w Hiszpanii (fr. l'Expédition d'Espagne) – była to francuska ekspedycja w 1823 roku mająca na celu przywrócenie absolutnej władzy królowi Hiszpanii Ferdynandowi VII, która została jemu odebrana przez kortezy. Popularną nazwą francuskiej armii zmobilizowanej w celu inwazji na Hiszpanię jest "Sto tysięcy synów świętego Ludwika" chociaż faktycznie francuskie wojska liczyły od 60 000 do 90 000 żołnierzy.

## Tło
7 marca 1823 Ferdynand VII był zmuszony zaakceptować Konstytucję Hiszpanii z 1812 oraz powołać liberalny rząd. 9 lipca 1820 w Madrycie zwołano Kortezy, na których król zaprzysiągł konstytucję. Uchwalono także likwidację zakonu jezuitów i innych klasztorów, których majątek miał ratować znajdujące się w kryzysie finanse publiczne. Zniesiono Inkwizycję, dziesięcinę i pomimo królewskiego weta dokonano innych zmian katalizujących konflikt między państwem a Kościołem. W związku z tym zwołano w Weronie Kongres, na który zjechali się car Rosji Aleksander I, król Prus Fryderyk Wilhelm III, cesarz Austrii Franciszek I, Klemens von Metternich oraz François-René de Chateaubriand, którzy powzięli decyzję o francuskiej inwazji na Hiszpanię. 

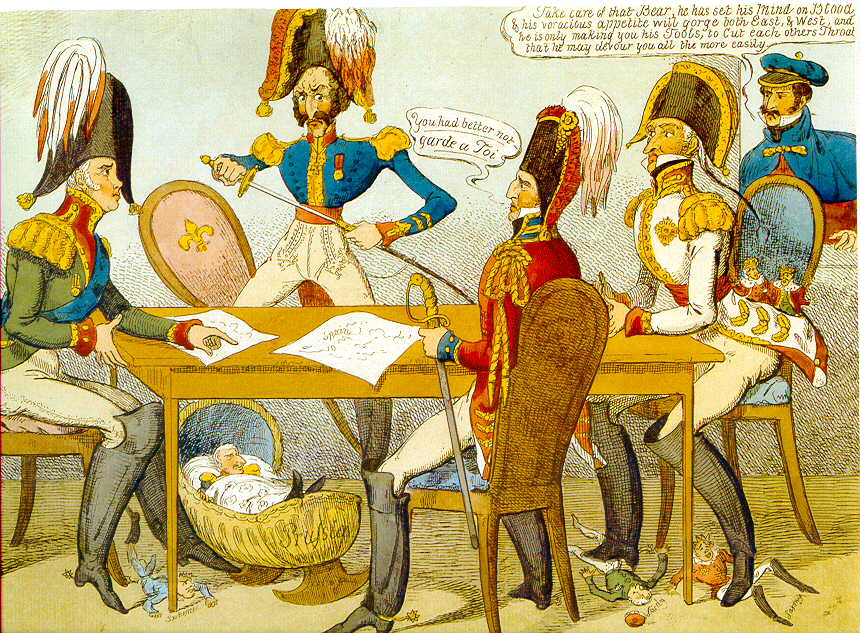
Karykatura przedstawiająca Kongres w Weronie

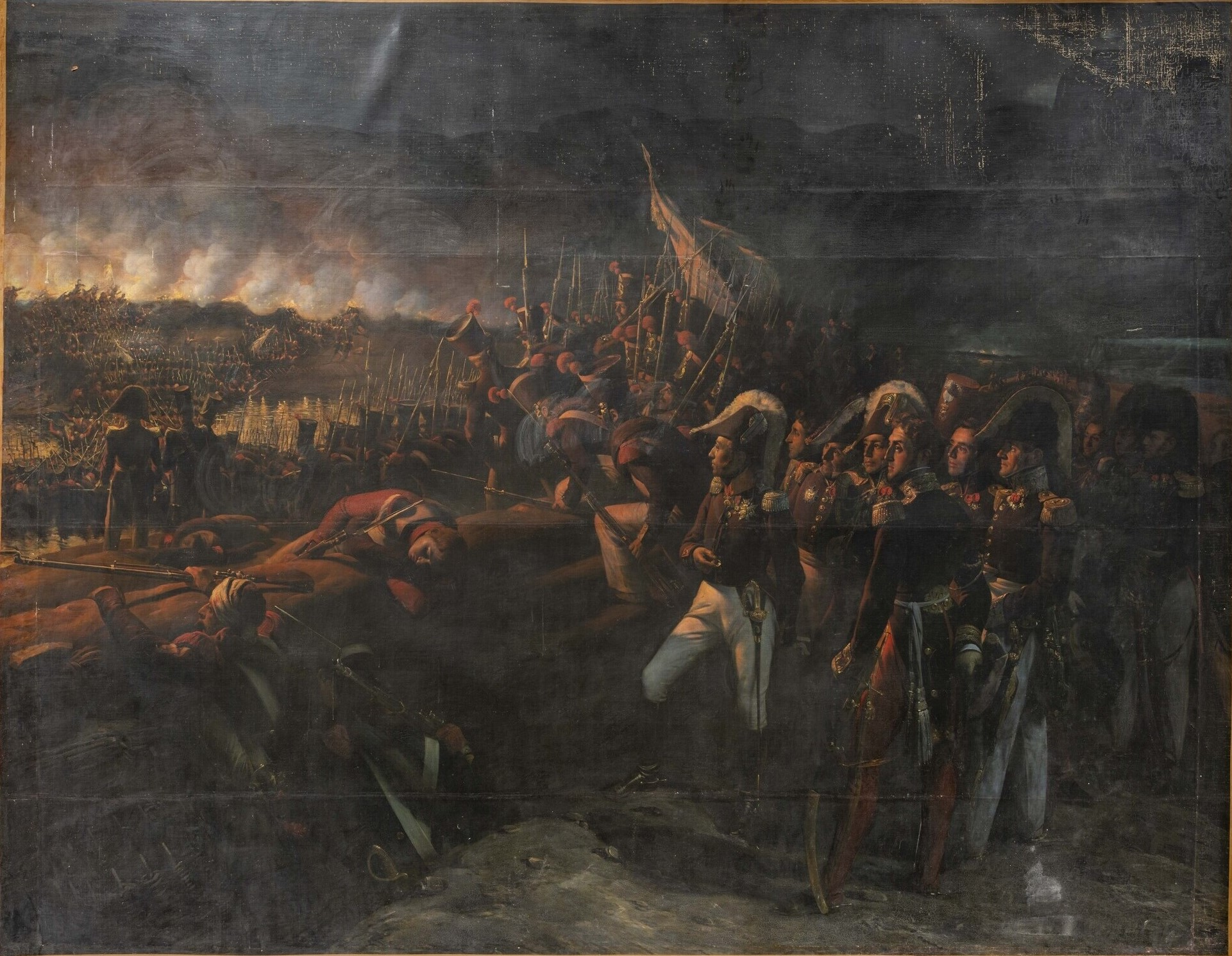
Bitwa pod Trocadero

## Wojna
7 kwietnia 1823 francuskie wojska pod dowództwem księcia d'Angoulême wkroczyły do Hiszpanii, nie napotykając efektywnego oporu ze strony sił liberałów. 23 maja Francuzi zajęli Madryt, a rząd i Kortezy schronili się w Kadyksie. Po bitwie pod Trocadero 3 października 1823 Kadyks skapitulował. Ferdynand VII odzyskał wtedy władzę, i unieważnił wszystkie decyzje Kortezów podjęte w czasie liberalnego trzylecia. Liberałów, w tym wielu wojskowych, spotkały represje, wielu udało się na emigrację. 